# La Soufrière
La Souffrière (svovlkilden-1467 meter) er en aktiv vulkan i Guadeloupe, der befinder sig 10 km. fra ”Basse-Terre” (Lavland) og vest for Carbets faldene.
Det er den eneste aktive vulkan på øen. La Soufrière har fået ”La vieille dame” (Den gamle dame) som kælenavn. 
Den er en del af et vulkanisk system, der består af fem andre vulkaner som er:
- Carmichaël
- le Nez Cassé
- l'Échelle
- la Citerne et
- la Madeleine

La Soufrière er en af de ni af de Små Antiller aktive vulkaner.
16°02′41″N 61°39′50″V / 16.04472°N 61.66389°V